# Piz da Peder Bucs
Piz da Peder Bucs är en bergstopp i Schweiz.   Den ligger i regionen Albula och kantonen Graubünden, i den östra delen av landet, 180 km öster om huvudstaden Bern. Toppen på Piz da Peder Bucs är 3 002 meter över havet, eller 58 meter över den omgivande terrängen. Bredden vid basen är 0,06 km.
Terrängen runt Piz da Peder Bucs är bergig åt nordväst, men åt sydost är den kuperad. Närmaste större samhälle är St. Moritz, 12,4 km sydost om Piz da Peder Bucs. 
Trakten runt Piz da Peder Bucs består i huvudsak av gräsmarker. Runt Piz da Peder Bucs är det glesbefolkat, med 15 invånare per kvadratkilometer.